# Демюрен, Гарольд
Га́рольд Олусегун Демюрен (англ. Harold Olusegun Demuren; род. 31 мая 1945, Огун) — нигерийский авиационный инженер. С декабря 2005 года по март 2013 года являлся главой Национального управления гражданской авиации Нигерии.
До Управления гражданской авиацией Демюрен работал в частном секторе, будучи одним из основателей Afrijet Airlines. За время работы на посту главы Национального управления гражданской авиации ему удалось сделать позитивный вклад в авиацию Нигерии, в частности в аспекте безопасности. За достижения на этой должности Демюрен имеет ряд наград. В 2010 году был председателем 37-й Генеральной ассамблеи ИКАО.

## Образование
С января 1958 года по декабрь 1964 года он учился в гимназии в Иджебу-Оде, где в 1964 году получил сертификат Кембриджской Высшей школы и общий сертификат об образовании (GCE Advanced Level). В 1965 году он выиграл стипендию правительства Советского Союза на изучение авиационной техники в СССР. На протяжении года он изучал русский язык в Московском государственном университете. Затем учился в Киевском институте авиационных инженеров, где в 1972 году получил степень магистра в области авиационной техники. После этого он поступил в Массачусетский технологический институт в Кембридже, США, где получил степень доктора наук по авиационным газовым турбинам и реактивным двигателям (1975).
В 1972—1974 годах занимался научной работой в лаборатории Массачусетского университета. Сфера исследований: аэродинамический дизайн, изготовление и испытание трансзвуковых турбинных лопаток для газотурбинных установок и двигателей реактивных самолётов для ВВС США и ВМС США. Также в 1974—1975 годах участвовал в совместном экспериментальном исследовании в Фон Кармановском институте гидродинамики в Синт-Генезиус-Роде, Бельгия, научно-исследовательский институт НАТО.

## До Управления гражданской авиации
В 1976 году он был принят на работу в Федеральное министерство авиации Нигерии в качестве старшего инспектора по лётной годности, а в июне 1989 года стал помощником директора по лётной годности. В 1990 году было создано Федеральное управление гражданской авиации (ныне не существует), Демюрен был назначен заместителем директора по воздушному транспорту, экономическому регулированию и лицензированию. В 1991 году его повысили до директора службы безопасности. В августе 1995 года после правительственной реорганизации его вынудили уйти в отставку из-за того, что он был слишком строгим в вопросах безопасности.
После увольнения он работал авиационным консультантом, а затем в 1998 году основал авиакомпанию Afrijet Airlines. К 2005 году она стала одной из крупнейших грузовых авиакомпаний в стране, обслуживала различные грузовые рейсы на континенте. Авиакомпания также поддерживала стратегические связи с зарубежными партнёрами, в том числе британско-ганской MK Airlines и нигерийским представительством швейцарской Panalpina, которое занималось грузовыми перевозками из Европы в Нигерию и другие африканские страны. Помимо грузовых перевозок из Нигерии, авиакомпания также выполняла пассажирские рейсы в ДРК, Экваториальную Гвинею и Габон.
Он был генеральным директором Afrijet Airlines до конца декабря 2005 года, когда стал главой Национального управления гражданской авиации Нигерии. Позднее в феврале 2007 года в соответствии с Законом о гражданской авиации его кандидатуру на пять лет утвердил Сенат Нигерии.

## Национальное управление гражданской авиации Нигерии

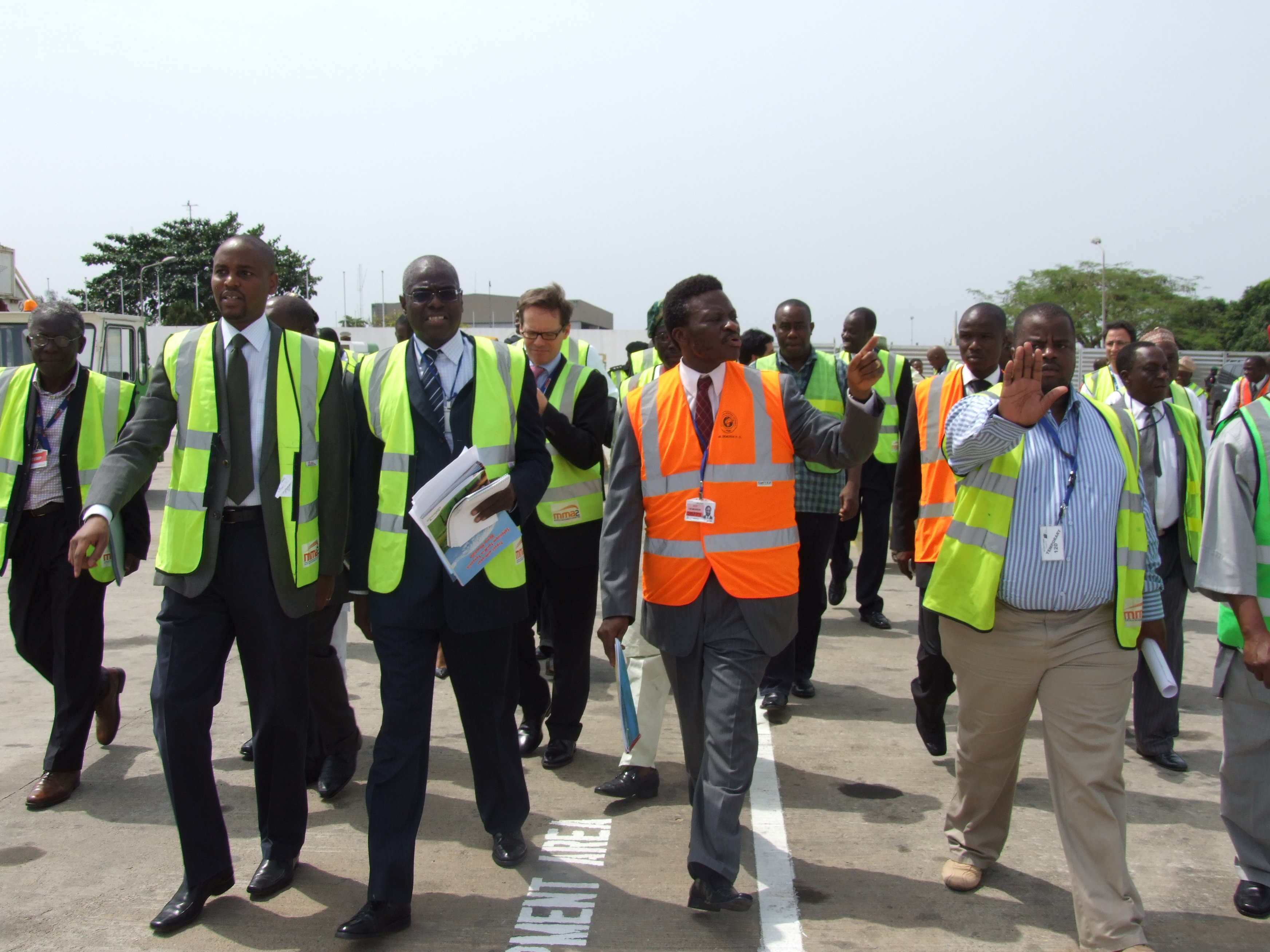
Демюрен (в оранжевом жилете) во главе команды Управления гражданской авиации в ходе инспекции безопасности в аэропорту

Конец 2005 года ознаменовался потерей доверия к авиакомпаниям: две летальные авиакатастрофы в течение семи недель погрузили страну в траур — при этом авиационная инфраструктура Нигерии никак не отреагировала. Двумя инцидентами были катастрофа Boeing 737 в Лагосе, которая унесла жизни всех 117 человек на борту (22 октября), и катастрофа DC-9 в Порт-Харкорте, в которой погибли 105 из 108 пассажиров, в том числе 61 студент Иезуитского колледжа Лойолы (10 декабря). После этих трагических событий в конце декабря 2005 года федеральное правительство обратилось к Демюрену с просьбой возглавить Управление гражданской авиации и задачей восстановить доверие к внутренним воздушным перевозкам. После назначения Демюрен немедленно взял на себя задачу реформирования нигерийского авиационного сектора и восстановления утраченного доверия к отрасли. Он разработал стратегический краткосрочный, среднесрочный и долгосрочный план; в основе была безопасность полётов, надёжность и комфорт пассажиров. Демюрен представил программу реформы в области безопасности полётов, которая укрепила веру в профессионализм, добросовестность и прозрачность в ведении авиационной деятельности.

### Сорванный теракт на Рождество
В декабре 2009 года Демюрен первым предоставил общественности важные факты касательно неудачной попытки Умара Фарука Абдулмуталлаба совершить свой теракт на Рождество. Он рассказал, что Фарук купил билет на авиалинии KLM в Аккре, Гана, 24 декабря прошёл обычную проверку и регистрацию. Его американскую визу просканировали через Advance Passenger Information System, индикатор показал «нет возражений». Демюрен также защищал систему безопасности аэропорта Нигерии, оперативно предоставлял информацию и соответствующее видео, демонстрирующее прогрессивные меры безопасности и технологические решения. Мировое сообщество было поражено степенью детализации и глубины информации, которую, несмотря на свою негативную репутацию, предоставила так называемая страна третьего мира. Примечательно, что в амстердамском аэропорту Схипхол, где Фарук делал пересадку, не смогли обнаружить никаких нарушений в процессе проверки безопасности. После этого инцидента в целях повышения безопасности Международный аэропорт имени Мурталы Мухаммеда, Лагос, стал одним из первых в мире, который начал использовать полномасштабные сканеры тел и системы обнаружения взрывных устройств.

### Получение первой категории от ФУГА
23 августа 2010 года под руководством Демюрена Управление гражданской авиации Нигерии получило первую категорию по программе Международной оценки безопасности полётов от Федерального управления гражданской авиации США (ФУГА). Получению первой категории предшествовал ряд визитов различных групп экспертов по авиационной безопасности из США, в том числе из Администрации транспортной безопасности, Федерального бюро расследований и Консульства США. Для выдачи статуса проводился технический аудит, проверка подготовки персонала Управления гражданской авиации, изучались документы (в том числе внутренняя документация авиакомпаний), инспектировались аэропорты. Демюрен подчёркивал, что «дни саморегулирования закончились. Если я увижу какое-либо несоответствие требованиям в любом аэропорту или агентстве, я закрою такое место. Всё должно соответствовать правилам безопасности».
Получение первой категории позволило совершать прямые рейсы из Нигерии в США. На момент прихода на пост Демюрена в 2005 году прямых рейсов между Нигерией и США не было. В настоящее время существует несколько прямых рейсов из Нигерии в такие города США, как Атланта, Нью-Йорк, Вашингтон и Хьюстон.
Даже спустя год после получения первой категории Демюрен отмечал, что пассажиры по-прежнему испытывают множество неудобств: отмены, задержки рейсов, плохое обращение персонала — это может повлиять на безопасность. В 2011 он выступил с инициативой введения в Нигерии глобальной дистрибьюторской системы для бронирования авиабилетов; а также введения навигации, основанной на характеристиках, по стандартам ИКАО требования должны предъявляться не к навигационным датчикам, а к качеству самой навигации. Демюрен выступал за подписание соглашения между авиакомпаниями, согласно которому билет одного авиаперевозчика может быть использован для полёта рейсом другой авиакомпании в случае отмены или задержки рейса.

### Председатель Генеральной Ассамблеи ИКАО
28 сентября 2010 года Демюрен был избран Председателем 37-й Генеральной ассамблеи Международной организации гражданской авиации (ИКАО), проходившей с 28 сентября по 8 октября 2010 года в Монреале, Канада. Назначение было единогласно одобрено всеми делегатами 190 государств-членов ИКАО. Его назначение стало историческим, так как впервые председателем Генеральной ассамблеи ИКАО, глобального авиационного агентства ООН, был избран африканец. На собрании была оговорена ориентировочная политика в области глобальной безопасности полётов, авиационной безопасности и защиты окружающей среды. Именно на этом собрании было достигнуто важное соглашение касательно изменения климата.

### Катастрофа MD-83 в Лагосе
После 6 лет без авиакатастроф 3 июня 2012 года самолёт MD-83 авиакомпании Dana Air разбился в районе Иджу-Иджеша, рядом с Лагосом, погибли 153 человека. Катастрофой занялось Бюро по расследованию авиационных происшествий Нигерии при поддержке Национального совета по безопасности на транспорте США. Группа следователей нигерийского Бюро привезла бортовой регистратор для анализа в США. Федеральное правительство Нигерии организовало совместный комитет для расследования аварии, куда вошли политики Сената и Палаты представителей. Во время расследования прозвучало несколько противоречивых сообщений, якобы из-за устарелости и неправильных записей о техническом обслуживании воздушного судна топливо было загрязнено, а его уровень отображался неверно. 11 февраля 2013 года The Wall Street Journal опубликовал отчёт о том, что американский Совет обнаружил причину инцидента, которой оказался человеческий фактор.

### Уход с должности
11 марта 2013 года федеральное правительство решило принять меры по итогом работы комитета. Оно заявило, что вследствие устарелости самолёта и отсутствия надлежащего технического обслуживания, вызвавшего крушение, глава Управления гражданской авиации должен уйти в отставку. В опубликованном заявлении упоминается «неудовлетворительный ответ заинтересованным сторонам». После этого заявления различные представители авиационной отрасли выразили своё недовольство. Они недоумевали, почему человек, который хранил воздушное пространство в безопасности более 7 лет и помог Нигерии получить первую категорию, был несправедливо смещён.
После выхода на пенсию Демюрен продолжает выступать с докладами на различных авиационных семинарах и конференциях. В частности, 19 июля 2018 года планируется его выступление на семинаре Лиги корреспондентов аэропортов и авиации на тему технического обслуживания и ремонта воздушных суден.

## Достижения и признание
Среди заслуг Демюрена на посту руководителя гражданской авиации — в первую очередь восстановление доверия к нигерийской авиации в международном сообществе после трагических авиационных катастроф 2005 года. Он внедрил новые Правила безопасности гражданской авиации, обеспечивающие соблюдение безопасности полётов по всей Нигерии в соответствии со Стандартами и Рекомендуемой практикой ИКАО, а также требованиями ФУГА. Кроме этого, он разработал основу Национальной политики гражданской авиации Нигерии.
В 2006 году он настоял на принятии законопроекта об автономии гражданской авиации Нигерии и на имплементации Кейптаунской конвенции о международных гарантиях в отношении подвижного оборудования, которая упростила процесс закупки новых самолётов.
В 2008 году Демюрен стал членом Королевского аэронавигационного общества, Нигерийской инженерной академии, получил сертификат привилегированных инженеров (Великобритания) и премию «Регулятор года» от газеты This Day. В ноябре 2010 года Демюрен получил награду Flight Safety Foundation, а год спустя получил титул «Личность года» в африканской авиации от ИАТА. В июне 2014 года он стал лауреатом награды от организации African Aviation за выдающиеся заслуги в развитии авиации в Африке.

## Личная жизнь
В 1973 году Гарольд Демюрен женился на Осаретин Афусат. Они познакомились в СССР, ещё будучи студентами, в 1969 году. Они были помолвлены в Москве, а позже поженились в Кембридже, штат Массачусетс. Миссис Демюрен — банкир, в 1999 году она стала первой женщиной-директором Центрального банка Нигерии и покинула главный банк страны в 2009 году. Совокупно отработала там 33 года. В настоящее время она является председателем совета директоров Guaranty Trust Bank, одного из ведущих финансовых учреждений в Африке. У пары шестеро детей, есть внуки. Старший сын Гарольда, Сегун, стал генеральным директором компании Evergreen Apple Nigeria, которая занимается техническим обслуживанием воздушных судов в Лагосе. Другой сын, Тунде, стал пилотом. Он женат на нигерийской радиоведущей Толу Ониру (известна как Toolz).